# کلاته صفدرآباد
 صفدرآباد یک روستا در ایران است که در دهستان تیتکانلو واقع شده‌است. روستای صفدرآباد ۷۱۷ نفر جمعیت دارد.محصولاعت عمده روستای صفدرآباد زعفران، کشمش و انگور. شغل ساکنان  روستا کشاورزی و دامپروری هست